# 비상국무회의
비상국무회의는 1972년 10월 18일부터 1973년 3월 11일까지 국회를 대신하여 입법활동과 헌법개정작업을 담당하였다.

## 경과
1972년 10월 17일 박정희 대통령은 비상계엄을 선포하고 초헌법적인 비상조치를 선언·단행함으로써 제8대 국회는 해산되고, 국회의 권한은 비상국무회의가 대행하게 된다. 이는 헌정이 중단되는 두 번째 과도입법기구시대를 맞게 되었다.

## 비상국무회의 국무위원
- 국무총리: 김종필
- 부총리 겸경제기획원: 태완선
- 외무부: 김용식
- 내무부: 김현옥
- 재무부: 남덕우
- 법무부: 신직수
- 국방부: 유재흥
- 문교부: 민관식
- 농림부: 김보현
- 상공부: 이낙선
- 건설부: 장예준
- 보건사회부: 이경호
- 교통부: 김신
- 체신부: 신상철
- 문화공보부: 윤주영
- 총무처: 서일교
- 과학기술처: 최형섭
- 국토통일원: 김영선
- 무임소(정무): 이병희
- 무임소(경제): 이병옥

## 업적
비상국무회의에서 제안한 헌법개정안이 1972년 11월 21일 실시된 국민투표에서 찬성 91.5%의 지지를 받아 확정되고 12월 27일 공포되었다. 비상국무회의는 1972년 12월 27일 대통령의 3권 통제, 임기 6년, 간접선거, 중임제한 철폐, 통일주체국민회의 설치, 국회의원 3분의 1의 대통령지명 등을 내용으로 하는 헌법개정안(유신헌법)을 공포하였다.

## 같이 보기
- 10월 유신
- 제4공화국
- 비변사